# Kepler-37c
Kepler-37c is een exoplaneet van de ster Kepler-37 in het sterrenbeeld Lier.

## Ontdekking
Kepler-37c werd samen met twee andere exoplaneten, Kepler-37b en Kepler-37d, ontdekt door de Kepler satelliet door te kijken naar de overgangen van de planeten. Om de grootte van de exoplaneet te bepalen moest men echter eerst de grootte van zijn ster bepalen.
Dit werd gedaan door middel van Asteroseismologie, waarbij men de grootte van de planeet bepaald door te kijken naar trillingen die veroorzaakt worden door geluid in de ster. Kepler-37 is tot nu toe de kleinste ster die zo bestudeerd werd, waardoor de grootte van de planeet "met extreme precisie" bepaald kon worden.